# تنمية متعددة الاستخدامات

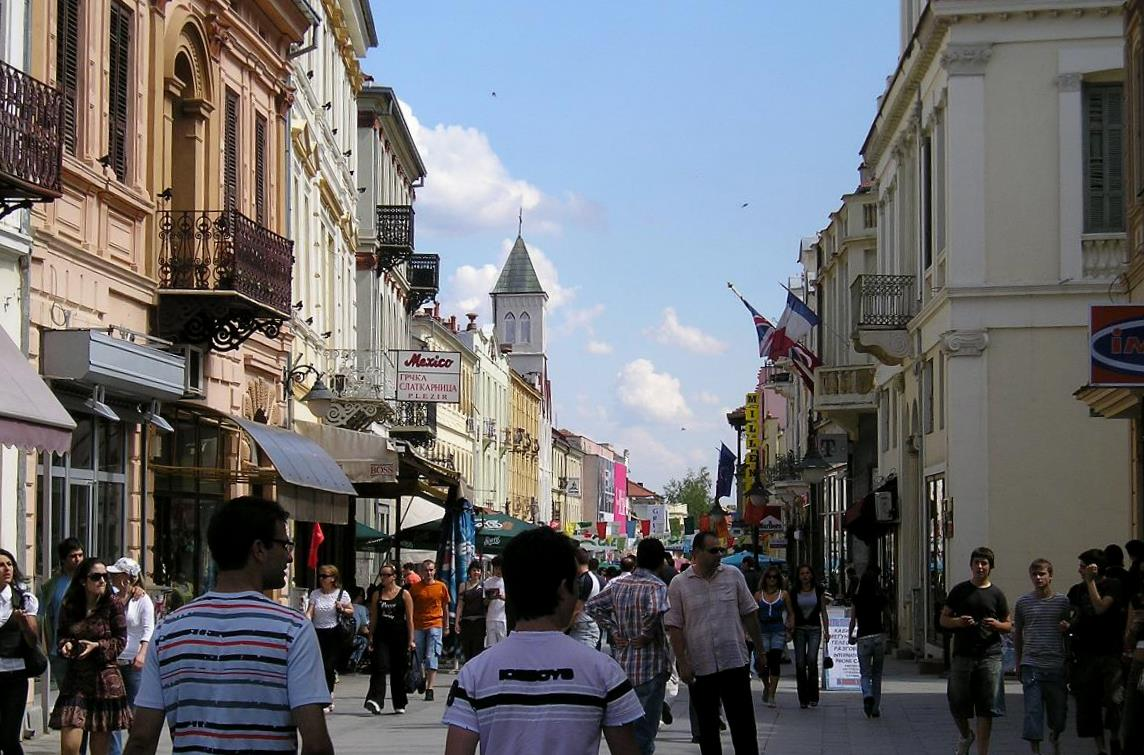
تنمية متعددة الاستخدامات في جمهورية مقدونيا؛ شارعٌ للمشاة ومباني سكن ومحلات بيع.

تنمية متعددة الاستخدامات أو تنمية الاستخدامات المختلطة (بالإنجليزية: Mixed-use development)‏، هي نوع من التنمية الحضرية التي تمزج بين الاستخدامات السكنية والتجارية والثقافية والمؤسسية أو الصناعية، حيث تكون هذه الأسس متكاملة من الناحية الهيكلية والوظيفية، والتي توفر وصلات للمشاة. ويمكن أن تتخذ التنمية المختلطة شكل مبنى واحد أو مدينة أو أحياء كاملة. كما يمكن استخدام المصطلح بشكل أكثر تحديداً للإشارة إلى مشروع تطوير عقاري متعدد الاستخدامات، وهو عبارة عن مبنى أو مجمع سكني أو منطقة في مدينة أو مدينة يتم تطويرها للاستخدام المختلط من قبل مطور خاص.
لقد تمت تنمية الاستخدامات المختلطة كرد على أنماط الاستخدامات المنفصلة التي هي نموذجية في مناطق الضواحي ويستلزم الاعتماد على السيارات. تشمل تنمية الاستخدامات المختلطة الاستخدامات السكنية والتجارية، وأماكن إقامة الأعمال في منطقة واحدة.